# アミティー
株式会社アミティー（英: Amity Corporation）は、岡山県に本社を置き、こども英語・英会話専門校を全国展開する企業。英会話学校イーオンのグループ会社。学校教育法で定める学校ではない。グリーンとオレンジがシンボルカラー。2021年7月1日付で株式会社イーオンに吸収合併され、現在は存在しない。

## 概要
- 従業員数　577名（2019年12月現在）
- 生徒数　22,535名(2019年12月現在)
- 学校拠点数　96校（2020年9月現在）
- 子供英語・英会話専門校の運営以外に、学校運営に付随する関連業務（教材開発・教師養成等）も行う。[2]

## 事務所
- 東京本社 - 東京都新宿区西新宿6-10-1 日土地西新宿ビル16階
- 岡山本社 - 岡山市北区厚生町2-3-23
- 東京オフィス - 東京都世田谷区上北沢 3-18-7 幸作ビル1F
- 学校 - 東京、横浜、名古屋、大阪、仙台、新潟、さいたま、静岡、堺、神戸、岡山、広島、福岡、熊本など全国の主要都市96ヶ所へ直営本校を展開（2020年9月現在）
- 海外拠点 - ロサンゼルスに外国人教師採用拠点を設置[2]

## 沿革
1973年（昭和48年） - 子供英語・英会話専門校として創立。
1983年（昭和58年） - 岡山市北区駅元町に西日本修センター開設。
1988年（昭和63年） - 満1歳半からの英会話レッスン、プリロンパークラス（母と子のクラス）開講。
1994年（平成6年） - イーオンより分離独立し、株式会社イーオン・アミティーを設立。
1994年（平成6年） - 当時の学校数は48校。全てへ外国人教師赴任。
1994年（平成6年） - 幼児・小学生を対象に児童英検（現英検JE）を導入。
1997年（平成9年） - インタラクティブコースを導入。
1999年（平成11年） - 満1歳からのBabyA〜Dクラスを開設。
2001年（平成13年） - 0才（満6ヶ月）からのBaby0クラスを開講。保護者のための英会話クラスの導入を開始。
2002年（平成14年） - TOEIC Bridge IPテストを導入。胎教クラス（妊娠5ヶ月〜9ヶ月の安定期の方）開講。
2003年（平成15年） - 世田谷区上北沢に東京オフィスを開設。
2003年（平成15年） - キンダーガーデン・アフタースクールコースを開講。
2003年（平成15年） - 中高生を対象とした国際標的TOEIC IPテストを導入。
2004年（平成16年） - 外国人教師の現地募集・採用拠点としてロサンゼルスにリクルートオフィスを開設。
2005年（平成17年） - 岡山市北区駅元町に西日本研修センタービルを移築。
2006年（平成18年） - 茨城県日立市鹿島町に自社ビル（アミティー日立校）取得。
2008年（平成20年） - キンダーガーデン・アフタースクールコースに代わり、プリスクールイマージョンコースを開設。
2009年（平成21年） - ほぼ全てのコース・クラス・レッスンを月謝制に移行。
2009年（平成21年） - みずほ信託銀行と前受金の分別信託契約を締結。
2011年（平成22年） - フリスクールイマージョンコースに代わり、デュアルコース、イマージョンコースを整備導入。
2011年（平成22年） - ファミリーレッスンを導入。
2012年（平成23年） - 株式会社アミティーに変更。
2014年（平成25年） - i Lesson®（アイレッスン）を一斉導入。
2017年（平成28年) - KDDI株式会社により、2017年11月22日にイーオンHDの発行済株式を、同社株主からKDDIが100%取得する株式譲渡契約を締結したと発表があった。2018年1月22日を目途に、イーオンHDの全株式を取得すると発表された。
2021年（令和3年） - 7月1日付で、株式会社イーオンを存続会社、株式会社アミティーを消滅会社とする吸収合併により、株式会社イーオンの中の一つの事業部となる。

### 教室数の推移
1976年に1校目を設立。1997年に50校まで拡大させる。その後、2019年には、流山おおたかの森校・東久留米校・石神井公園校・湘南辻堂校・亀有校・一之江校が、また2020年には東京曳舟校・八王子校・二俣川校・西宮甲東園校・阪急岡本校・ひばりが丘パルコ校が開校され、現在96校となっている。

## アミティーベア
2014年、アミティーベアを開発。全教室に配布されている。銀色をベースとしたシルバーベアとアミティーのロゴカラーを用いた「グリーンベア」の二体となっている。子供たちに寄り添い、英語を通じて子供たちの成長を見守るアミティーのキャラクターとし、アミティーの「創造」と「革新」の姿勢を表現。キャラクターデザインは著名なぬいぐるみ作家に依頼した。

## 事業内容
0歳（満6か月）から高校生までの18年間を一貫して英語教育できる体制を敷いている。創立時から教材はすべてオリジナル開発である。英検やTOEICは校内で受験可能。授業参観や学習カウンセリング、保護者座談会なども定期的に行っている。また、外国人教師はアメリカで現地採用している。

### カリキュラムの特徴
年齢別・レベル別にきめ細かく設定されているのがアミティーの教育システムの特徴となっている。
グループ学習コースは100を超えるコース数があり、コース・レッスンを組み合わせ、個性や目的に沿った学習プログラムを選べる。また、ベビー・2～3歳・年少などの早期英語教育に力を入れており、胎教クラスという妊娠5か月から9か月の安定期に外国人教師との対話を主体としたレッスンもある。
レッスン形態も複数あり、グループレッスン（最大8名）、ラウンドアップレッスン（最大6名）、プライベートレッスン（完全個別指導）、セミプライベートレッスン（教師1名生徒2名）などから選べる。

### 「i Lesson®（アイレッスン）」
約50年にわたるアミティーの教育実績と最新研究から生まれた教授法。
2014年にシャープ株式会社のタッチディスプレイ「BIG PAD」PN-L602B（60V型）222台の導入を決定、同年3月までに全国の教室に順次配備している。年中・年長・小学生を対象に、動くイラストや音声を使い1,000種類以上の大画面のタッチ式電子ボードを活用したオリジナルコンテンツを開発。授業レベルに合わせて使用するほか、インターネット上の動画や写真も授業に使っている。アミティーではこれを「i Lesson®（アイレッスン）」と呼んでいる。「i Lesson®（アイレッスン）」を導入した授業ではテンポ良くスピーディーに進めていくため、学習内容はすべて電子ボードの画面に映し出される。本やカード類、オーディオ機器を別途使用することはない。授業の形式は、基本的に前を向いて自然な会話と同じスタイルで受ける対面型のレッスンになり、教師の問いかけで画面にタッチし、授業が進んでいく流れになる。
また、毎回の授業をエッセンシャル版にした動画の配信をおこなったり、通常授業だけでなく、ライブレッスンとしてオンラインでの受講も可能である。ライブレッスンを受講する場合は、転居・転校した場合でも継続が可能としている。今後はタブレット端末も導入予定。双方向型の授業の実現を目指している。

### 教育上の実績
- 第2回 ウルスラ英智イングリッシュコンテスト スピーチの部 最優秀賞グランプリ東北放送賞（2013年度・小学3年生）
- 高円宮杯 第65回 全日本中学校英語弁論大会中央大会 決勝大会 出場（2013年度・中学3年生）
- 実用英検1級取得（2013年度・中3生）
- TOEIC IPテストで、最高点950を取得（2013年度）
- 児童英検6,202名が受験（2013年度）
- TOEIC Bridge IPテストで、最高174点を取得（2013年度）
- TOEIC IPテストで、最高点970を取得（2016年度）
- 実用英検合格者数5,850名（2017年度）
- 実用英検合格者数名5,425名（2018年度）
- TOEIC Bridge IPテストで、最高180点を取得（2018年度）
- 実用英検合格者数5,111名（2019年度）

### 学習環境
0歳時から子供を預かるため、安全な教育環境づくりのためにかなりの配慮が見られる。
- 廊下からも見学できる教室
- シックハウス対策
- 画鋲を使用せず、両面テープを使う
- ドアに指はさみ防止ストッパーを整備
- 教室内に角ばった部分を無くす（丸角の机・椅子を導入など）
- 教師はピアス・イヤリングの着用禁止
- 空気清浄機
- 木炭が塗られた床
- 標識落下を防止するためにドアの標識は取り付けて設置するのではなく抜き加工（彫り込み）を採用
- 大型電子ボードの転倒・落下を防止するために支柱を壁に埋め込んでいる
- 配線はすべて床下に埋め込み
- 全ガラスに飛散防止フィルムを採用
- 壁にはヘルスコート（木炭塗料）を塗装
- おむつ交換台の設置
- セキュリティシステム

### コースと特色
年代別コース
・プリスクールコース（満6ヶ月～年少）
・スクールコース（年中～高校生）
目的別コース
講師の日本人：ネイティブの比率は2：1。
・日本人教師（レギュラーコース）
・外国人教師（プラクティカルコース）
・パソコン英語学習（インタラクティブコース）
一人一台PCを使い、英語学習ソフトを使って学ぶコース。インターネットでの検索や英語でのメール交換なども行う。
・スペシャルコース
英検®対策クラス、英検Jr.対策クラス、TOEICTest 対策クラス、帰国子女クラス（ネイティブの外国人教師による指導を受けられるコース）保護者のための英会話クラスがある。
学習プログラム
複数のコース・クラスを自由に選択できる。
・デュアルコース（満6ヶ月～年少対象）
週2回、日本人教師＋外国人教師のレッスンを受講するコース。
・イマージョンコース（満6ヶ月～年少対象）
週3回以上、日本人教師＋外国人教師のレッスンを受講するコース。
・総合英会話コース（年中～高校3年生）
日本人教師と外国人教師のレッスンをどちらも受講するコース。
・インテンシブコース（年中～高校3年生）
プライベートレッスン（完全個別指導）、グループレッスン（最大8名）、ラウンドアップレッスン（最大6名）、プライベートレッスン（完全個別指導）を組み合わせたコース。
・ウォームアップコース（年中～高校3年生）
通常レッスン開始前にプライベートレッスン（完全個別指導）を受講するコース。
・目標達成コース（年中～高校3年生）
日本人教師と外国人教師のレッスンと追加で、それぞれの目的にあったコースを受講するコース。
・スキルアップコース（年中～高校3年生）
日本人教師や外国人教師のレッスンに加えて、パソコンを活用するパソコン英語学習（インタラクティブコース）を受講するコース。
・オリジナルコース
さまざまな目的に応じて複数のプログラムを組み合わせることも可能。

### 年間スケジュール
4月 - 新クラス･新コーススタート
4月下旬～5月上旬 - 春休み（休校期間）
5月 - 前期カウンセリング
6月 - 前期授業参観
7月初旬～9月下旬 - amityクールビズ
7月 - 夏期セミナー開講
8月中旬 - 夏休み（休校期間）
10月 - スタッフ勉強会、後期カウンセリング
11月 - 東日本教師研修会、 西日本教師研修会、後期授業参観
12月 - 冬期セミナー開講
12月下旬～1月上旬 - 冬休み（休校期間）
1月 - 全国スタッフ会議
3月 - 春期セミナー開講、終了証渡し

### 教師陣の特徴
外国人教師は、英語圏の現地で募集をし、筆記・面接試験などで適正があった人を正規ビザを取得して日本へ招聘している。
日本人教師は、筆記・会話インタビュー・面接などの試験を課して選定している。

### 研修制度・採用
赴任前の研修
・学校研修
授業見学や基礎的な教務内容を学習。模擬レッスンを行うなど、アミティーの教育方針・指導目標に則ったレッスンを行う知識を身につける。
・イニシャル研修
学校研修で学んだ知識の理解を深め、さらに模擬レッスンを通して実践的な指導力を養成する。
赴任後の研修
・定例研修や所属地域の勉強会などのワークショップを年に2回開催。
・特別研修という年間の目標を達成した学校のみで行われる研修がある。しかし、この研修については勤務日として見なさず、労働対価を払わず休日に行わている。しかも、半日かけて経営陣に感謝を述べる会議が行われるような内容で、社内では目標達成のインセンティブとなるどころか罰ゲームと位置付けられている。
・その他、スキルアップとして教務研修トレーナー、エリア教務委員からのフォローアップミーティングなどの取り組みをしている。
勤務環境
講師とスタッフともに募集をおこなっており、講師は全国赴任・各エリア赴任と2パターンの勤務形態があるが、スタッフは全国赴任のみとなっている。
各エリア赴任とは、全国を9つのエリアにわけ、そのエリア内での異動がある勤務形態を指す。
また、会社指定校赴任にあたっては赴任準備金・赴任支度金が支給される。
基本的には週休2日（日・月）、勤務カレンダーにより年間出勤日が決まっている。
過去2011年6月、講師として勤務していた22歳の女性が自殺した。2011年6月、同年3月からイーオンのグループ企業であるアミティー金沢校に講師として勤務していた22歳の女性が飛び降り自殺した。金沢労働基準監督署の調査によると、女性は上司から「仕事の段取りが悪すぎる」と叱責され、レッスン用教材の作成など大量の持ち帰り残業を余儀なくされており、推計82時間の持ち帰り残業時間を含めると月の残業時間は111時間を超えていたという。女性は自殺前に「毎日3時間睡眠ぐらいで戦っている」などと友人にメールで窮状を訴えていた。金沢労基署は女性が長時間労働でうつ病を発症したものと判断し、2014年5月に労災を認定した。アミティーは「亡くなった社員にはお悔やみ申し上げます。社員の業務軽減に努めたい」とコメントした。2015年9月、亡くなった女性の両親がアミティーに慰謝料など約9100万円の損害賠償を求め、大阪地裁に提訴した。2016年12月、大阪地裁の調停によると、アミティーが遺族に謝罪し、4300万円の解決金を支払うこととなった。。
この事件では、オリジナル教材を勤務時間外にサービス残業として作成していたことが認められ労災として認定された。
しかしこのような不祥事があったにも関わらず、株式会社アミティーは引き続き株式会社イーオンに吸収合併されるまで、レッスンにて使用するオリジナルの補助教材の作成を、各校に配属されている講師達に金銭的にも時間的にも自己負担で行わせていた。作成は時間外に行われ、教材費等は会社経費として負担されなかった。また業務で使用するホワイトボードのペンやクリップ、ボールペンといった備品なども一切会社からは交付されず教師達が持ち出しで購入していた。
なお、アミティーでは有給取得強化推進をおこなっており、2019年には有給平均取得数10.0日、月平均所定外労働時間も1時間という実績を出している。
しかし、実態は有給休暇は月曜日や年末年始などに会社指定有給日として自動的に消化される。即ち上記のように外部発表的には有給休暇の消化はあるが、元々休日である日が有給として消化され、それが有給休暇日とされている。それに対し拒否はできず、別途自らの希望で有給休暇の取得を行う申請を行っても基本的に許可されない。
また勤務時間について、定期的に意図して時間外労働を行なっているが、上司の許可なく残業時間や時間外業務が登録できないシステムになっている。システム上登録できないため実態が反映されず外部発表的には残業時間は上記のようになる。
コンプライアンス意識が軽薄で杜撰な労務管理のため、新卒5年定着率が0.0%に近いなどグループ会社の中でも非常に人の出入りが激しいことが問題となった。しかし、経営陣は長年にわたり社員のことを顧みない管理を行っていたため、それにすら危機感を持てず法人が消滅するまで修正されることはなかった。

### 経営状況と前受金分別信託制度
2013年度には売上高42.3億円、経常利益8.7億円を達成している。そして、2019年度には売上43.3億円まで上がっている。

また一部コースで前納制となっている授業料について、前納された授業料のうち、未経過分（前受金）の全額を、みずほ信託銀行株式会社との間で分別信託制度を導入している。未経過分の全額保全にあたるため、授業の進行により、保全額が変わる。なお、グループ会社のイーオンでも分別信託制度を導入しているが、こちらは未経過授業料の50％を信託保全している。